# Smith (Nevada)
Smith es un área no incorporada ubicada en el condado de Lyon en el estado estadounidense de Nevada.

## Geografía
Smith se encuentra ubicado en las coordenadas 38°48′0″N 119°19′24″O / 38.80000, -119.32333.